# 타이거 맥주
타이거 맥주(영어: Tiger Beer)는 싱가포르가 원산지인 맥주이다.
네덜란드의 하이네켄과 싱가포르의 프레이저 앤드 니브의 합작 회사인 하이네켄 아시아 퍼시픽이 제조 및 판매하고 있다.
타이거 맥주는 1932년부터 제조 및 판매가 시작되었다. 맥주를 생산하는 하이네켄 아시아 퍼시픽 싱가포르를 필두로 말레이시아, 태국, 베트남, 캄보디아, 중국, 뉴질랜드, 파푸아뉴기니, 인도, 스리랑카와 동남아시아 전역에 양조장을 두고 있기 때문에 아시아 태평양 연안 지역이 타이거 맥주의 판매 거점이 되고 있다.